# المواقف الاجتماعية تجاه المثلية الجنسية

بيو للمواقف العالمية مشروع 2013: "أي واحدة من هذه يقترب لرأيك، رقم 1 أو رقم 2 ؟: #1 – ينبغي قبول المثلية الجنسية من قبل المجتمع، #2 – لا ينبغي أن تقبل المثلية الجنسية من قبل المجتمع". نسبة المستجيبين الذين كانوا في صالح #1:
81–90%
71–80%
61–70%
51–60%
41–50%
31–40%
21–30%
11–20%
1–10%
لا يوجد بيانات

تختلف المواقف الاجتماعية تجاه المثلية الجنسية اختلافا كبيرا في مختلف الثقافات والحقب التاريخية المختلفة، كما الشأن بالنسبة للمواقف تجاه الرغبة الجنسية والنشاط والعلاقات بشكل عام. جميع الثقافات لديها قيمها الخاصة فيما يتعلق بالنشاط الجنسي المناسب والنشاط الجنسي غير اللائق; بعض العقوبات للحب من نفس الجنس و النشاط الجنسي، في حين أن آخرين قد لا يوافقون على هذه الأنشطة في جزء منها. كما هو الحال مع السلوك المغاير، يمكن اعطاء مجموعات مختلفة من الوصفات الطبية والمحظورات للأفراد وفقا لنوع الجنس والعمر والحالة الاجتماعية و/أو الطبقة الاجتماعية.
اعتبرت العديد من ثقافات العالم فيما مضى بأن الجنس الإنجابي (المغايرة الجنسية) ضمن علاقة مُعترف بها هو القاعدة الجنسية، والتي تكون في بعض الأحيان بشكل حصري، وأحياناً أخرى إلى جانب معايير الحب من نفس الجنس سواء كانت هذه المعايير عاطفية أو حميمة أو جنسية. لاحقت بعض الطوائف الدينية ولا سيما تلك المتأثرة بالتقاليد الإبراهيمية، الأفعال والعلاقات الجنسية المثلية في فترات زمنية مختلفة، وعملت على تطبيق عقوبات صارمة في بعض الحالات. يمكن أن تتجلى مواقف رهاب المثلية في المجتمع من خلال التمييز على أساس التوجه الجنسي ومعارضة حقوق المثليين ومن خلال خطاب الكراهية ضد المثلية واللجوء إلى العنف ضد الأشخاص المثليين.
بدأ جزء كبير من بلدان العالم الأول يصبح أكثر تقبلاً للأفعال والعلاقات المثلية الجنسية منذ سبعينيات القرن العشرين. يوضح كتاب البروفيسور آمي أدامزيك الصادر في عام 2017 والذي يستند إلى سنوات من البحث القائم على مختلف أنواع الأساليب، أن الاختلافات بين البلدان في التقبل للمثلية يمكن أن يُفسر من خلال ثلاثة عوامل هي قوة المؤسسات الديمقراطية ومستوى التنمية الاقتصادية والسياق الديني للأماكن التي يعيش فيها الناس.
وجدت الدراسات التي أُجريت لاستطلاع المواقف العالمية في عام 2013، الصادرة عن مركز بيو للأبحاث «قبولًا واسع النطاق للمثلية الجنسية في أمريكا الشمالية والاتحاد الأوروبي وفي قسم كبير من أمريكا اللاتينية، بينما وجدت في نفس القدر رفضاً واسع الانتشار في الدول ذات الأغلبية المسلمة وفي أفريقيا وروسيا وفي أجزاء من آسيا». وجد الاستطلاع أيضاً أن «قبول المثلية الجنسية ينتشر على نحو واسع وبشكل خاص في البلدان التي يكون فيها الدين أقل أهمية في حياة الناس (انظر أهمية الدين حسب البلد)، والتي تعتبر أيضاً من بين أغنى دول العالم. وعلى النقيض من هذا، وجدت الدراسة أن قلة من الناس تعتقد بأن المثلية الجنسية يجب أن تكون أمراً مقبولًا في المجتمع، وذلك في البلدان الأكثر فقراً حيث ترتفع مستويات التدين. يلعب السن عاملاً مهماً في العديد من البلدان، إذ يقدم الشباب الأصغر سناً وجهات نظر أكثر تسامحاً من تلك التي يقدمها الأكبر منهم سناً. على الرغم من أن الفوارق بين الجنسين لا تُعتبر أمراً سائدًا في البلدان التي توجد فيها، فتقبل النساء بالمثلية الجنسية أكثر مما يفعل الرجال.

## صعوبات تفسير المثلية الجنسية في ثقافات البشر المختلفة
يحذّر الباحثون المعاصرون من تطبيق الافتراضات الغربية الحديثة عن الجنس والنوع الاجتماعي على أوقات وأماكن أخرى، فإن ما يبدو وكأنه جنس مثلي لمراقب غربي قد لا يكون «مثليًا» أو «جنسيًا» على الإطلاق بالنسبة للأشخاص الذين يمارسون هذا السلوك. فعلى سبيل المثال، يُنظر إلى الأنثى التي تعمل وترتدي ملابسها على نحو ذكوري وتتزوج من امرأة في ثقافات شعب بوقس من جزيرة سولاوسي، بأنها تنتمي إلى جنس ثالث، لكن هذه العلاقة بالنسبة إلى بوقس ليست مثلية، وفي حالة تقاليد «شعب سامبيا» البدائي يبتلع الأولاد في غينيا الجديدة السائل المنوي من الذكور الأكبر سنًا، اعتقادًا منهم في تقاليدهم أن هذا سيساعد في نضجهم، ومن المثير للجدل أن فهم هذا الأمر كفعل جنسي بشكل مطلق كان موضع جدل.
جادل بعض العلماء بأن مفاهيم الهوية الجنسية المثلية والمغايرة، مثلما تُعرف اليوم في العالم الغربي، بدأت تظهر في أوروبا منذ منتصف إلى أواخر القرن التاسع عشر، على الرغم من عدم اتفاق آخرين مع هذا الرأي. تمتعت السلوكيات التي يُنظر إليها اليوم على نطاق واسع على أنها مثلية جنسية -على الأقل في الغرب- بدرجة من القبول في نحو ثلاثة أرباع الثقافات التي شملتها الدراسة الاستطلاعية لأنماط السوك الجنسي.

## قياس المواقف تجاه المثلية الجنسية
بحث الأكاديميون منذ سبعينيات القرن العشرين في المواقف التي يتخذها الأفراد تجاه كل من النساء المثليات والرجال مثليي الجنس ومزدوجي التوجه الجنسي، وفي العوامل الاجتماعية والثقافية التي تكمن وراء هذه المواقف. عملت العديد من الدراسات على التحقيق في مدى انتشار القبول للمثلية الجنسية ورفضها، واستمرت في التوصل إلى نتائج تثبت أنها مرتبطة بمختلف المتغيرات الديمغرافية والنفسية والاجتماعية. على سبيل المثال، توصلت الدراسات (التي أجريت بشكل رئيسي في الولايات المتحدة) إلى أن أكثر الأشخاص المغايرين جنسيًا ممن يمتلكون مواقف إيجابية تجاه المثلية الجنسية كانوا من الإناث أو البيض أو الشباب أو اللادينيين أو المتعلمين جيدًا أو الليبراليين أو المعتدلين سياسيًا، ويمتلكون اتصالًا شخصيًا ووثيقًا مع أشخاص أعلنوا مثليتهم. يمتلك هؤلاء الأشخاص مواقف إيجابية تجاه مجموعات أخرى من الأقليات، مع احتمال ضئيل لدعمهم الأدوار التقليدية للجنسين. أشارت العديد من الدراسات إلى أن مواقف الإناث مغايرات الجنس تجاه الرجال المثليين مماثلة لمواقفهن تجاه النساء المثليات، بينما وجدت بعض الدراسات الأخرى (وليس كلها) أن الذكور مغايري الجنس يمتلكون مواقف أكثر إيجابية تجاه المثليات. وجد هيرك (1984) أن الإناث مغايرات الجنس تملن إلى إظهار نفس المواقف إيجابية كانت أم سلبية تجاه كل من المثليات والمثليين، على عكس الرجال مغايري الجنس الذين يبدون مواقف أكثر سلبية أو غير إيجابية تجاه الرجال المثليين من تلك التي يبدونها تجاه النساء المثليات.
يدرس علماء النفس الاجتماعيون مثل غريغوري هيرك، الدوافع الكامنة وراء رهاب المثلية (العداء والكراهية تجاه المثليات والمثليين). لاحظ المنظرون الثقافيون كيف أن تصوير المثلية الجنسية غالبًا ما يدور حول ظواهر موصومة بالعار مثل الإيدز والتحرش الجنسي بالأطفال والتفاوت الجندري، لكن هنالك جدال حول مدى نمطية هذه القوالب. يقيس الباحثون المعاصرون المواقف التي يتبناها مغايرو الجنس تجاه الرجال المثليين والسحاقيات بعدد من الطرق المختلفة.
وعلى سبيل المثال، تبين أن بعض شرائح السكان يتقبلون المثلية الجنسية أكثر من غيرهم، إذ يبدو أن الأميركيين الأفارقة في الولايات المتحدة أقل تسامحاً مع المثلية الجنسية من الأمريكيين من أصل أوروبي أو هسباني. تبين الاستفتاءات العامة بعد تأييد الرئيس الأمريكي السابق باراك أوباما لزواج المثليين في البلاد، التحول في المواقف إلى نحو 59% من الدعم بين الأمريكيين الأفارقة و60% بين اللاتينيين و50% بين الأمريكيين البيض. وفي مثال آخر، وُجِد أن الإسرائيليين هم الأكثر قبولاً للمثلية الجنسية بين بلدان الشرق الأوسط، إذ تعكس القوانين والثقافة الإسرائيلية التي يغلب عليها الطابع الأوروبي ذلك، وطبقاً لاستطلاع رأي في عام 2007، تقول غالبية عظمى من اليهود الإسرائيليين إنهم سيقبلون طفلهم إذا كان مثليًا ويواصلون حياتهم الطبيعية. أظهر استطلاع للرأي أجرته صحيفة هآرتس عام 2013 أن معظم القطاعات من عرب إسرائيل واليهود الحريديين ينظرون إلى المثلية الجنسية نظرة سلبية، في حين تقول الغالبية العظمى من اليهود العلمانيين والتقليديين، إنهم يدعمون المساواة في الحقوق للأزواج المثليين.
أُجري عدد أقل بكثير من الأبحاث حول المواقف الاجتماعية تجاه ازدواجية التوجه الجنسي. تشير الدراسات الموجودة إلى أن موقف مغايري الجنس تجاه الأشخاص مزدوجي الميول الجنسية يعكس موقفهم تجاه المثلية الجنسية، وأن ذوي الميول الجنسية المزدوجة يتعرضون لنفس الدرجة من العداء والتمييز والعنف بسبب ميلهم الجنسي التي يتعرض لها مثليو الجنس.
يظهر من خلال الدراسات التي أجريت بشكل رئيسي في الولايات المتحدة أن الأشخاص الأصغر سنًا والحاصلين على تعليم عالٍ والليبراليين سياسيًا، يمتلكون مواقف أكثر انفتاحًا تجاه الميول الجنسية. يزداد التسامح في المواقف تجاه المثلية والازدواجية الجنسية مع مرور الوقت، إذ وجد استطلاع للرأي حول السياسة العامة في عام 2011 أن 48% من الناخبين في ولاية ديلاوير أيدوا إضفاء الشرعية على زواج المثليين، بينما عارض 47% منهم وكان هنالك نحو 5% ليسوا متأكدين. أظهر استطلاع أجرته ليك ريسيرش بارتنرز في 6 مارس من عام 2011، أن 62% من ولاية ديلاوير يفضلون السماح للأزواج من نفس الجنس أن يعقدوا زواجهم بشكل مدني، بينما يعارض 31% الأمر و7% غير متأكدين.